# 박승욱 (축구 선수)
박승욱(朴乘煜, 1997년 5월 7일 ~ )는 대한민국의 축구 선수로 포지션은 센터백, 오른쪽 풀백, 수비형 미드필더이며 현재 K리그1 포항 스틸러스 소속이다.

## 구단 경력
1997년 양산에서 태어났다. 중부초등학교 재학 도중 양산초등학교로 전학을 가 그 곳에서 축구를 시작했다.
학업을 마친 후 2019년 세미프로 축구단인 부산교통공사에 입단했으며 2021년에 포항 스틸러스에 이적하면서 프로 선수가 되었다.

## 국가대표팀 경력
2024년 5월 27일 대한민국 성인 대표팀 임시 감독 김도훈의 부름을 받고 국가대표팀에 합류했다. 6월 6일 싱가포르와의 2022년 FIFA 월드컵 예선 경기에서 70분에 황재원의 교체 선수로 투입되면서 A매치에 처음으로 출전했다.

## 수상

### 포항 스틸러스
- 코리아컵 우승 1회 (2023년)